# Josep Mercader i Bosch
Josep Mercader i Bosch (Vidreres, 6 d'agost de 1957) és un exfutbolista català que jugava com a migcampista. Va jugar dues temporades a Primera Divisió amb el RC Celta de Vigo.

## Clubs
| Club             | Anys      |
| ---------------- | --------- |
| CE Sabadell FC   | 1980-1981 |
| RC Celta de Vigo | 1981-1986 |
| Cartagena FC     | 1986-1987 |
| Palamós CF       | 1987-1990 |
| Girona FC        | 1990-1992 |

## Palmarès
Amb el RC Celta de Vigo:
- Segona Divisió (1): 1981-82

Amb el Palamós CF:
- Segona Divisió B (1): 1988-89